# Otto Pietsch
Otto Pietsch (* 27. März 1874 in Königsberg; † 17. September 1960 in Goslar) war ein deutscher Schriftsteller.

## Leben
Otto Pietsch promovierte 1898 an der Universität Königsberg mit einer Arbeit über Friedrich Schiller. Er lebte später in Heidelberg und Frankfurt an der Oder. 
Otto Pietsch war Verfasser von Romanen, Erzählungen und Gedichten. 
Sein größter Erfolg war der fantastische Roman Das Gewissen der Welt, von dem zwischen 1915 und 1930 mehrere Neuauflagen erschienen. 
Sein Roman Das Abenteuer der Lady Glane wurde bereits 1913 unter demselben Titel verfilmt.

## Werke
- Schiller als Kritiker, Königsberg 1898
- Das Abenteuer der Lady Glane, Leipzig 1913
- Italienische Reise, Leipzig 1913
- Das Gewissen der Welt, Stuttgart [u. a.] 1915
- Taten und Schicksale, Stuttgart [u. a.] 1916
- Bicox & Co., Berlin 1920
- Vaterhaus, Stuttgart [u. a.] 1923
- Das Netz Luzifers, Leipzig 1926
- Der feine Bill, Berlin [u. a.] 1929
- Der Großfürst und die Tänzerin, Berlin 1929
- Das Auge der Geliebten, Leipzig 1930
- Abenteuer im Fernexpreß, Dresden [u. a.] 1931

| Personendaten    | Personendaten            |
| ---------------- | ------------------------ |
| NAME             | Pietsch, Otto            |
| KURZBESCHREIBUNG | deutscher Schriftsteller |
| GEBURTSDATUM     | 27. März 1874            |
| GEBURTSORT       | Königsberg               |
| STERBEDATUM      | 17. September 1960       |
| STERBEORT        | Goslar                   |